# Xiamen Diamond League 2023
Lo Xiamen Diamond League 2023 è stata la 1ª edizione dell'annuale meeting di atletica leggera, dodicesima tappa del circuito Diamond League 2023. Le competizioni hanno avuto luogo presso l'Egret Stadium di Xiamen il 2 settembre 2023.

## Programma[1]
| # | Orario | Specialità         |
| - | ------ | ------------------ |
| 1 | 19:04  | 400 metri piani    |
| 2 | 19:35  | 100 metri piani    |
| 3 | 19:44  | Salto triplo       |
| 4 | 19:44  | 800 metri piani    |
| 5 | 20:07  | 3000 metri siepi   |
| 6 | 20:53  | 110 metri ostacoli |

| # | Orario | Specialità         |
| - | ------ | ------------------ |
| 1 | 18:09  | Salto in lungo     |
| 2 | 18:20  | Salto in alto      |
| 3 | 19:16  | 3000 metri piani   |
| 4 | 19:26  | Lancio del disco   |
| 5 | 19:57  | 400 metri piani    |
| 6 | 20:27  | 400 metri ostacoli |
| 7 | 20:37  | 1500 metri piani   |

     Specialità valide per la Diamond League

## Risultati
Di seguito i primi tre classificati di ogni specialità.

### Uomini
| Specialità   |                     | Prestazione | 2º classificato      | Prestazione | 3º classificato  | Prestazione |
| 100 m        | Christian Coleman   | 9"83 =      | Kishane Thompson     | 9"85        | Fred Kerley      | 9"95        |
| 400 m        | Kirani James        | 44"38       | Quincy Hall          | 44"38       | Rusheen McDonald | 44"82       |
| 800 m        | Emmanuel Wanyonyi   | 1'43"20     | Marco Arop           | 1'43"24     | Benjamin Robert  | 1'43"88     |
| 110 m hs     | Hansle Parchment    | 12"96       | Daniel Roberts       | 13"03       | Grant Holloway   | 13"12       |
| 3000 m siepi | Soufiane el-Bakkali | 8'10"31     | Samuel Firewu        | 8'11"29     | Amos Serem       | 8'14"41     |
| Salto triplo | Andy Díaz           | 17,43 m     | Hugues Fabrice Zango | 17,22 m     | Donald Scott     | 16,65 m     |

     Prestazione che stabilisce il nuovo record del meeting.

### Donne
| Specialità       |                    | Prestazione | 2º classificato    | Prestazione | 3º classificato   | Prestazione |
| 400 m            | Marileidy Paulino  | 49"36       | Candice McLeod     | 50"19       | Lynna Irby        | 50"45       |
| 1500 m           | Freweyni Hailu     | 3'56"56     | Nelly Chepchirchir | 3'56"72     | Linden Hall       | 3'57"92     |
| 3000 m           | Beatrice Chebet    | 8'24"05     | Laura Galván       | 8'28"05     | Margaret Akidor   | 8'29"88     |
| 400 m hs         | Rushell Clayton    | 53"56       | Andrenette Knight  | 53"87       | Janieve Russell   | 54"01       |
| Salto in lungo   | Ivana Vuleta       | 6,88 m      | Marthe Koala       | 6,79 m      | Ese Brume         | 6,71 m      |
| Salto in alto    | Jaroslava Mahučich | 2,02 m =    | Lia Apostolovski   | 1,92 m      | Eleanor Patterson | 1,92 m      |
| Lancio del disco | Feng Bin           | 67,41 m     | Sandra Perković    | 67,32 m     | Laulauga Tausaga  | 64,31 m     |

     Prestazione che stabilisce il nuovo record del meeting.